# Strzyżmin
Strzyżmin (pol. hist. „Strzeżmino”) – wieś w Polsce położona w województwie wielkopolskim, w powiecie międzychodzkim, w gminie Chrzypsko Wielkie, przy drodze wojewódzkiej nr 186.

## Historia
Wieś pierwotnie związana była z Wielkopolską. Ma metrykę średniowieczną i istnieje co najmniej od końca XIV wieku. Wymieniona pierwszy raz w łacińskim dokumencie z 1394 jako „Strzesmino, Stzresmino”, 1396 „Strzeszmino”, 1397 „Streszmino”, 1400 „Stressino, Strzeszimino”, 1420 „Sczirzino”, 1423 „Strzesmyno”, 1429 „Stresmyno”, 1434 „Strzeszomino”, 1552 „Strzesmino”, 1469 „Streszmyno”, 1482 „Strzeszmyno”, 1493 „Strzezemyno”, 1508 „Strzeschmyno”, 1564 „Strzezynino”.
Miejscowość była początkowo wsią szlachecką należącą do lokalnej szlachty wielkopolskiej z rodu Ćmachowskich, Chrzypskich, Mylińskich. W 1488 leżała w powiecie poznańskim Korony Królestwa Polskiego. Od 1437 była siedzibą własnej parafii, a w 1602 leżała w parafii Chrzypsko Wielkie.
Pierwsza wzmianka w archiwalnych dokumentach pochodzi z 1394 kiedy Kilian ze Strzeżmina dał Sławęcie z Kłodziska połowę wsi pod warunkiem uwolnienia tej połowy od długu wynoszącego 26 grzywien. W 1396 Kilian w imieniu swojej siostry Wichny toczył proces ze wspomnianym Sławętą o połowę Strzeżmina. W 1398 sędzia ziemski poznański Jan z Czarnkowa pozwał synów Sławęty o to, że zranili sługę tegoż Kiliana, który był pod opieką sędziego. W 1400 Zbylut ze Strzyżmina wygrał proces sądowy ze swoją bratową Wichną o 26 grzywien. W 1400 uzyskał w sądzie połowę wsi od Wichny pod warunkiem zapłacenia jej 26 grzywien. Wichna zobowiązana została do wydania Zbylutowi dokumentu oraz opuszczenia Strzeżmina o ile otrzyma pieniądze od Zbyluta.
W XV wieku odnotowano także dwóch właścicieli w Strzeżminie: Rafała oraz Mikołaja. W latach 1428–1429 Rafał ze Strzeżmina był w sporze z Janem Jaroszewskim z Jaroszewa koło Sierakowa dowodząc, że nie miał ze swoją siostrą Dorotą żadnych dóbr w Strzyżminie, kiedy otrzymał pozew. W latach 1403–1404 Dzierżka ze Strzeżmina i Kłodziska, prawdopodobnie wdowa po Kilianie, przegrała proces ze swoją córką Katarzyną wdową po Wierzbięcie ze Złotnik oraz jej dziećmi Mikołajem, Janem i Małgorzatą o 20 grzywien wiana matki tejże Dzierżki, a babki Katarzyny. W 1436 odnotowany został Wincenty ze Strzeżmina, który toczył proces z Baszkiem kmieciem z Biezdrowa.
W latach 1499–1504 toczył się proces o zniszczenie młyna w Strzyżminie pomiędzy Mikołajem z Opalenicy i Strzeżmina, a Sędziwojem Mylińskim. Zatrzymano młynarza Macieja poddanego Sędziwoja, który miał zniszczyć młyn. W 1504 synowie Mikołaja kontynuowali proces z Sędziwojem Mylińskim o 1/4 młyna zwanego „Strzeżmiński Młyn” (oryg. „Strzeschmyensky”), zniszczenie tego młyna, zajęcie 19 miar żyta, zniszczenie folwarku i sadu. Szkody szacowali na kwotę 130 grzywien. W 1514 Jan kustosz katedry poznańskiej oraz jego brat Piotr Opalińscy kupili od Stanisława Mylińskiego oraz jego braci kustosza kruszwickiego Wojciecha, Jana, Piotra, Feliksa i Andrzeja 1/4 młyna w Strzeżminie za 15 grzywien. W 1514 Jan Strzeżmiński sprzedał Piotrowi Ćmachowskiemu wieś Strzyżmin za 350 grzywien.
W 1515 Piotr Ćmachowski przedał Kilianowi Chrzypskiemu wieś Strzyżmin za 400 grzywien. W 1521 Kilian zapisał swojej żonie Elżbiecie, córce Jana Ćmachowskiego, po 200 grzywien posagu i wiana na Strzyżminie oraz części Pakawia. W 1564 syn Kiliana Wojciech Chrzypski zapisał swej przyszłej żonie Katarzynie po 2500 złotych, a w 1565 po 2700 złotych posagu oraz wiana na Chrzypsku Wielkim i Małym, a także na Strzyżminie, Pakawiu oraz Białczu.
Miejscowość odnotowano również w historycznych rejestrach poborowych. W 1508 miał miejsce pobór podatków od 5 łanów. W 1509 miał miejsce pobór od 4 łanów. W 1563 pobór od 6 łanów oraz karczmy dorocznej.
Wieś Strzezmino położona była w 1580 roku w powiecie poznańskim województwa poznańskiego w Rzeczypospolitej Obojga Narodów.
W wyniku II rozbioru Rzeczypospolitej w 1793, miejscowość przeszła w posiadanie Prus i jak cała Wielkopolska znalazła się w zaborze pruskim. W okresie Wielkiego Księstwa Poznańskiego (1815-1848) miejscowość należała do wsi mniejszych w ówczesnym pruskim powiecie Międzyrzecz w rejencji poznańskiej. Strzyżmin należał do okręgu sierakowskiego tego powiatu i stanowił część majątku Srzodka, którego właścicielem był wówczas Zeidlitz. Według spisu urzędowego z 1837 roku wieś liczyła 86 mieszkańców, którzy zamieszkiwali 9 dymów (domostw).
W latach 1975–1998 miejscowość administracyjnie należała do województwa poznańskiego.